# 1955 no desporto

## Eventos
- 11 de abril - Na Coreia, o Taekwondo ganha registro e especificação pelo General Choi Hong Hi.

## Futebol
- 4 de setembro - É disputado, no Estádio Nacional de Portugal, o primeiro jogo da Taça dos Campeões Europeus de Futebol, entre o Sporting Clube de Portugal e o Partizan de Belgrado.

## Automobilismo
- 11 de junho - Acontece o mais grave acidente automobilístico nas 24 Horas de Le Mans, considerado como o pior acidente da história do automobilismo mundial com mais de 80 pessoas mortas (incluindo o piloto francês Pierre Levegh) e outras 120 feridas. As consequências da tragédia foram muitas, como o abandono das competições por parte da Mercedes e a proibição das corridas em diversos países.[1][2][3]
- 16 de julho - Juan Manuel Fangio conquista seu terceiro título mundial na Fórmula 1 com uma prova de antecedência.[4]

## Nascimentos
| Data            | Nome                  | Profissão                          | Nacionalidade                          | Observações | Ref   |
| --------------- | --------------------- | ---------------------------------- | -------------------------------------- | ----------- | ----- |
| 3 de janeiro    | Willy T. Ribbs        | ex-automobilista                   | Estados Unidos                         |             |       |
| 14 de janeiro   | Dominique Rocheteau   | futebolista                        | França                                 |             |       |
| 24 de janeiro   | Jim Montgomery        | ex-nadador                         | Estados Unidos                         |             |       |
| 1 de fevereiro  | Augusto Inácio        | futebolista e treinador            | Portugal                               |             |       |
| 24 de fevereiro | Alain Prost           | piloto de automobilismo            | França                                 |             |       |
| 25 de fevereiro | Alexander Vlasov      | patinador artístico                | Rússia (atual) · União Soviética       |             |       |
| 26 de fevereiro | Rupert Keegan         | piloto de automobilismo            | Inglaterra                             | m. 2024     | [ 5 ] |
| 9 de março      | Teo Fabi              | piloto de automobilismo            | Itália                                 |             |       |
| 13 de março     | Bruno Conti           | futebolista                        | Itália                                 |             |       |
| 21 de março     | Philippe Troussier    | treinador                          | França                                 |             |       |
| 19 de abril     | Krisztina Regőczy     | patinadora artística               | Hungria                                |             |       |
| 21 de abril     | Toninho Cerezo        | futebolista e treinador            | Brasil                                 |             |       |
| 16 de maio      | Olga Korbut           | ginasta                            | Bielorrússia (atual) · União Soviética |             |       |
| 3 de junho      | Minoru Sano           | patinador artístico                | Japão                                  |             |       |
| 8 de junho      | José Antonio Camacho  | futebolista e treinador            | Espanha                                |             |       |
| 11 de junho     | Yuriy Sedykh          | atleta, lançador do martelo        | Ucrânia (atual) · União Soviética      | m. 2021     | [ 6 ] |
| 21 de junho     | Michel Platini        | futebolista e dirigente desportivo | França                                 |             |       |
| 23 de junho     | Jean Tigana           | futebolista e treinador            | França · Máli (nasc.)                  |             |       |
| 26 de junho     | Philippe Streiff      | piloto de automobilismo            | França                                 | m. 2022     | [ 7 ] |
| 3 de julho      | Irina Moiseeva        | patinadora artística               | Rússia (atual) · União Soviética       |             |       |
| 9 de julho      | Steve Coppell         | futebolista e treinador            | Inglaterra                             |             |       |
| 14 de julho     | Sándor Puhl           | árbitro e publicitário             | Hungria                                | m. 2021     | [ 8 ] |
| 8 de agosto     | Herbert Prohaska      | futebolista e treinador            | Áustria                                |             |       |
| 9 de agosto     | Udo Beyer             | atleta, lançador do peso           | Alemanha (atual) · Alemanha Oriental   |             |       |
| 25 de agosto    | Karl-Heinz Rummenigge | futebolista e treinador            | Alemanha (atual) · Alemanha Ocidental  |             |       |
| 31 de agosto    | Edwin Moses           | atleta, barreirista                | Estados Unidos                         |             |       |
| 4 de outubro    | Jorge Valdano         | futebolista e dirigente desportivo | Argentina                              |             |       |
| 9 de outubro    | Steve Ovett           | atleta, meio-fundista              | Inglaterra                             |             |       |
| 11 de outubro   | Hans-Peter Briegel    | futebolista                        | Alemanha (atual) · Alemanha Ocidental  |             |       |
| 15 de outubro   | Víctor Pecci          | tenista                            | Paraguai                               |             |       |
| 26 de outubro   | Jan Hoffmann          | patinador artístico                | Alemanha (atual) · Alemanha Oriental   |             |       |
| 19 de novembro  | Dianne de Leeuw       | patinadora artística               | Países Baixos                          |             |       |
| 28 de novembro  | Alessandro Altobelli  | futebolista                        | Itália                                 |             |       |

## Mortes
| Data          | Nome           | Profissão           | Nacionalidade  | Observações | Ref |
| ------------- | -------------- | ------------------- | -------------- | ----------- | --- |
| 21 de janeiro | Archie Hahn    | atleta              | Estados Unidos | n. 1880     |     |
| 26 de maio    | Alberto Ascari | piloto de fórmula 1 | Itália         | n. 1918     |     |